# Ministre d'Indústries
El Ministre d'Indústries fou el càrrec d'un departament del govern de la República d'Irlanda, l'autodeclarat estat mentre es va constituir el 1919 el Primer Dáil Éireann, l'assemblea parlamentària formada per la majoria dels diputats irlandesos elegits a les eleccions generals de 1918. La cartera va ser creada per tal de promoure el desenvolupament industrial arreu del país. El càrrec va ser abolit després de dos anys d'existència.

## Ministre d'Indústries
| Nom           | Nomenament        | Destitució         | Partit | Partit    |
| ------------- | ----------------- | ------------------ | ------ | --------- |
| Eoin MacNeill | 1 d'abril de 1919 | 26 d'agost de 1921 |        | Sinn Féin |